# Dmitrij Klokov
Dmitrij Vjačeslavovič Klokov (in russo Дмитрий Вячеславович Клоков?; Balašicha, 18 febbraio 1983) è un ex sollevatore russo.

## Palmarès

### Olimpiadi
- 1 medaglia:
  - 1 argento (Pechino 2008 nei -105 kg)

### Mondiali
- 5 medaglie:
  - 1 oro (Doha 2005 nei -105 kg)
  - 2 argenti (Antalya 2010 nei -105 kg; Parigi 2011 nei -105 kg)
  - 2 bronzi (Santo Domingo 2006 nei -105 kg; Chiang Mai 2007 nei -105 kg)

### Europei
- 1 medaglia:
  - 1 oro (Minsk 2010 nei -105 kg)